# Kloster des Symeon Stylites des Jüngeren

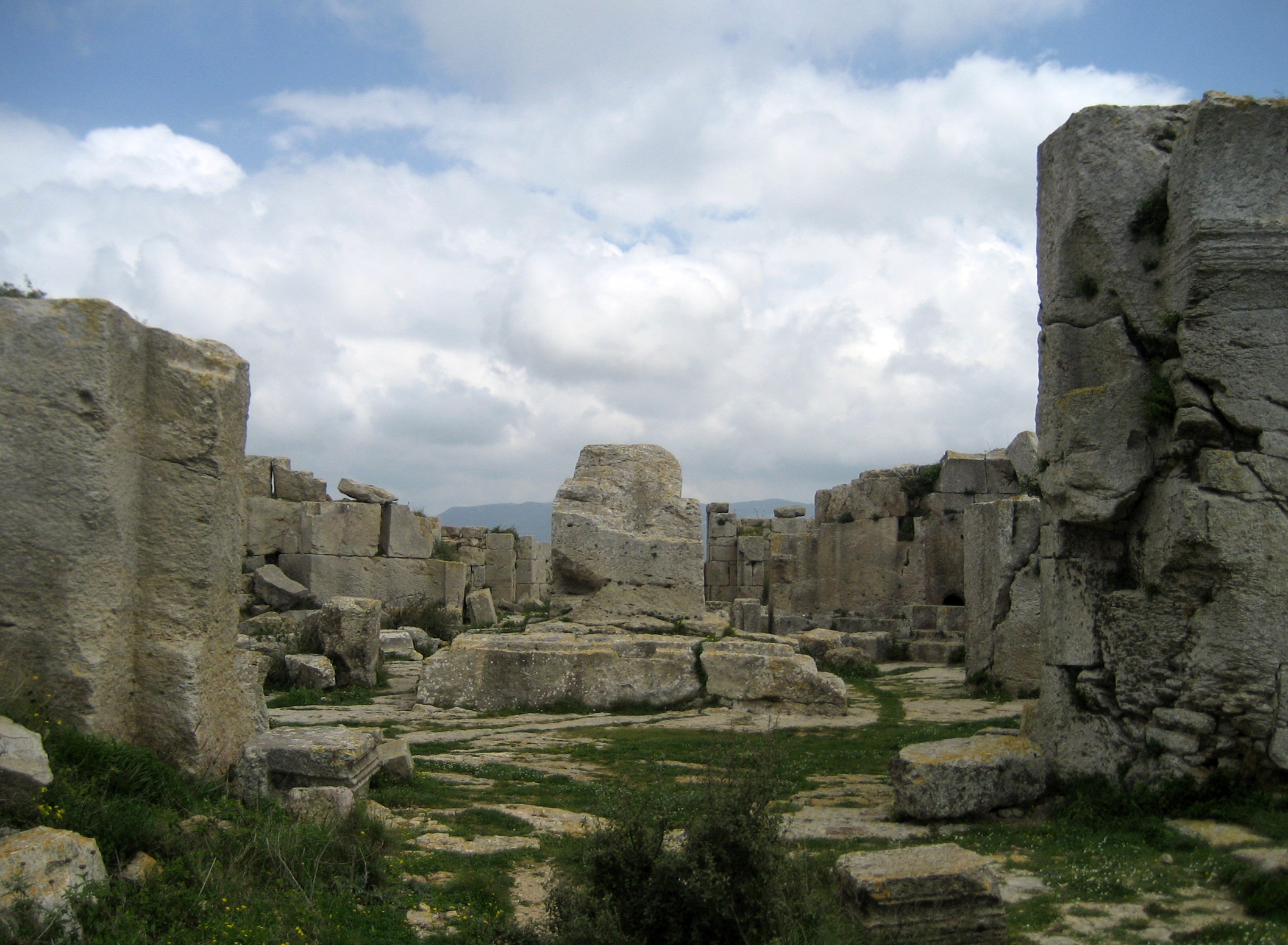
Kloster und Rest der Säule Symeons

Das Kloster des Symeon Stylites des Jüngeren (türkisch Aziz Simon manastır) ist die Ruine eines Klosters in der Türkei.

## Lage
Koordinaten: 36° 5′ 30″ N, 36° 2′ 8″ O
Die Ruine liegt auf einem Hügel etwa 29 Kilometer südwestlich von Antakya und sechs Kilometer östlich von Samandağ in der südtürkischen Provinz Hatay.
Das Kloster ist nicht zu verwechseln mit Qal’at Sim’an, dem in Syrien liegenden Kloster des Symeon Stylites des Älteren.

## Geschichte
Der in Antiochia am Orontes geborene syrische Säulenheilige Symeon der Jüngere (521–592), der bereits vorher an anderen Orten auf Säulen gelebt hatte, verbrachte hier die letzten 45 Jahre seines Lebens auf einer zwölf Meter hohen Säule. Er predigte von dort aus, ihm werden Wunderheilungen zugeschrieben und er wurde schon zu Lebzeiten als Heiliger verehrt. Der Ort war bis ins 13. Jahrhundert eine Pilgerstätte. Infolge der anbrechenden Seldschukenherrschaft in der Region wurde das Kloster aufgegeben.

## Beschreibung

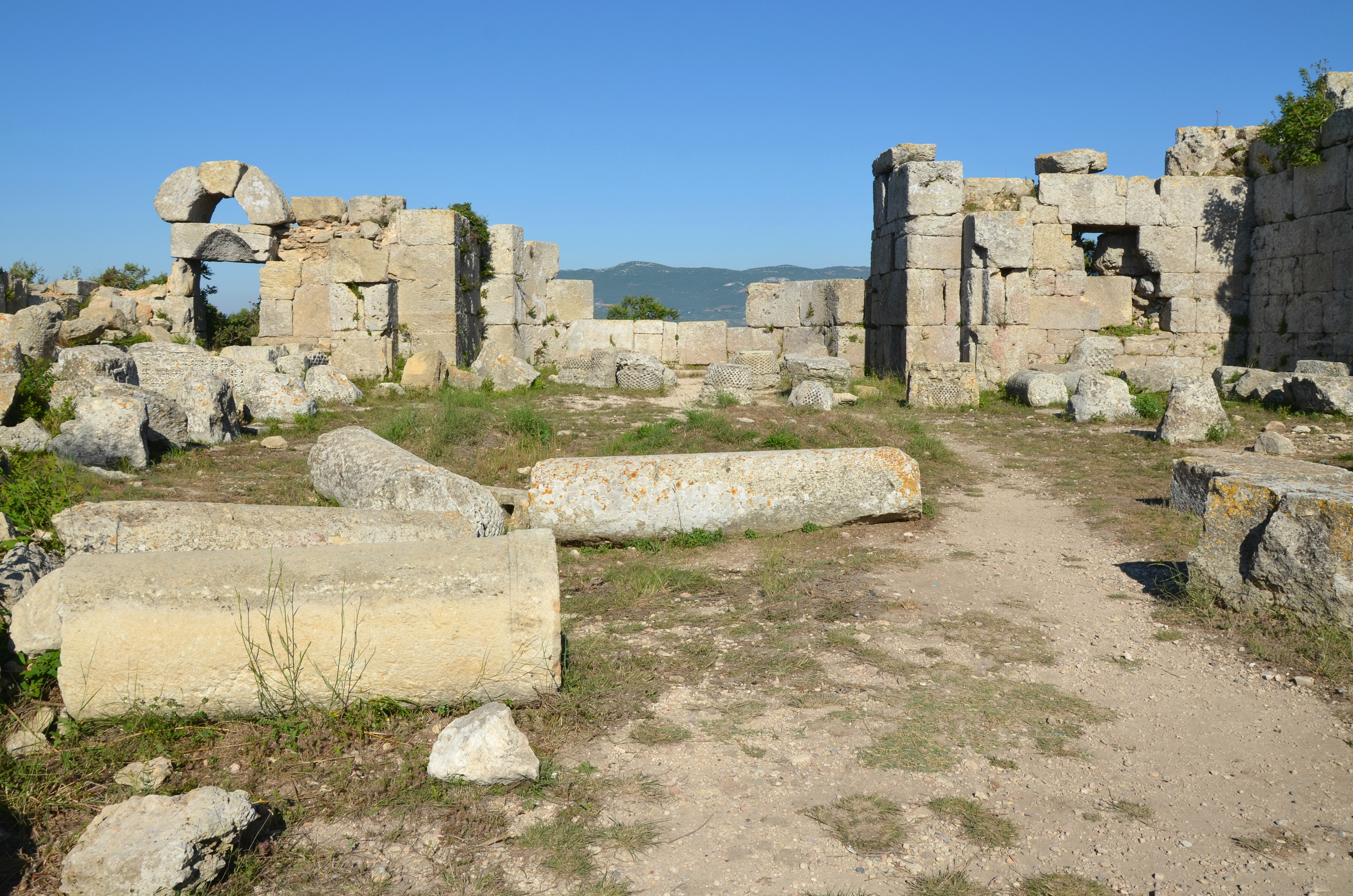
Kirchenruine

Von dem kreuzförmig angelegten Kloster sind noch die Ruinen von drei Kirchen erhalten. In der ersten finden sich Reste von Mosaiken, während die zweite reiche Ornamentik vorzuweisen hat. Die dritte ist eher schlicht und wurde wohl vornehmlich von Mönchen genutzt. Von der Säule, auf der Symeon lebte, ist noch die Basis zu sehen, die von einem achteckigen Raum umgeben ist.
Von dem Kloster rührt der mittelalterliche Name St. Simeon der Stadt Seleukia Pieria, des heutigen Samandağ.